# Liber ad honorem Augusti

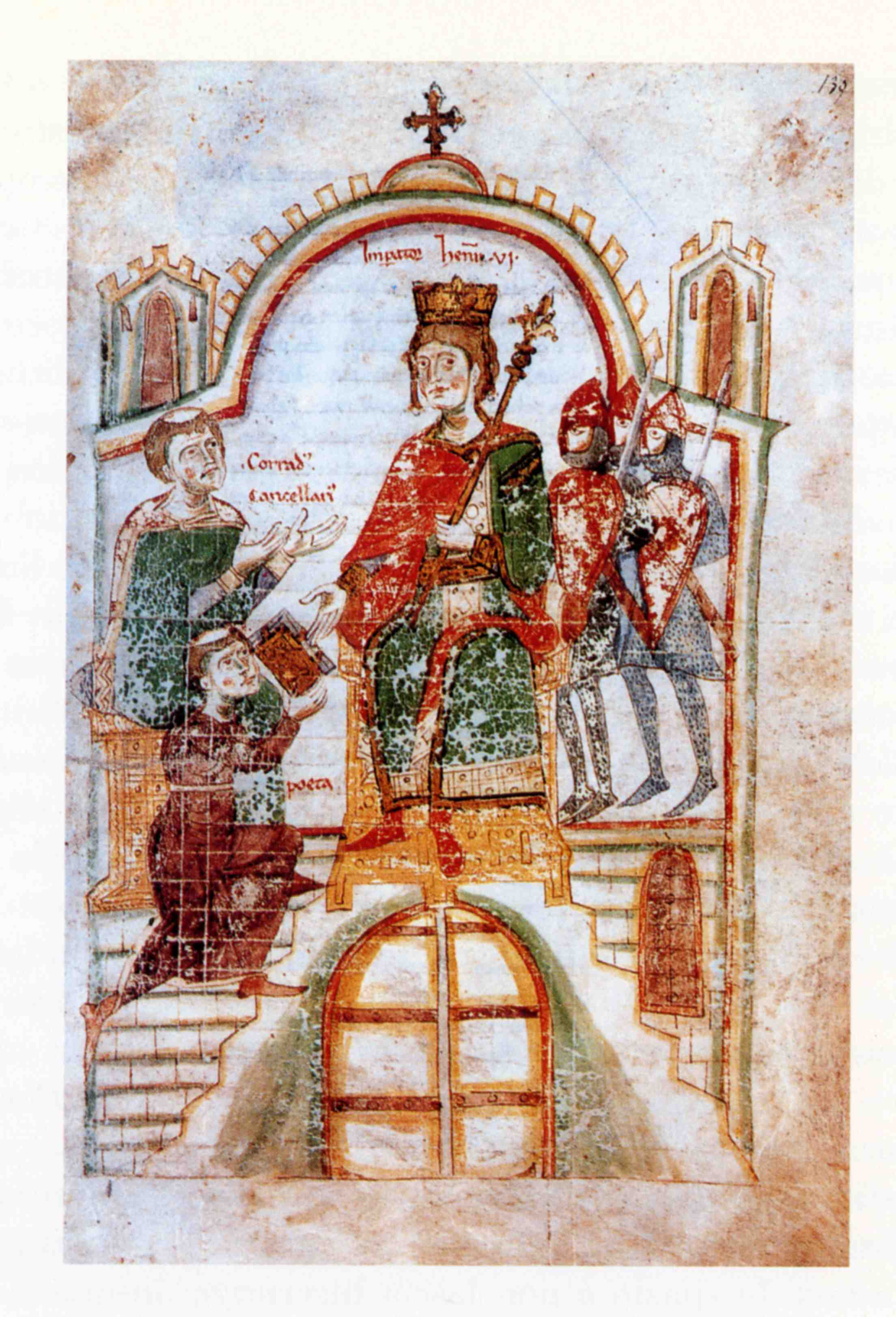
Pietro da Eboli inginocchiato, offre la sua opera all'imperatore Enrico VI. Miniatura dal Liber ad honorem Augusti, 1196.

Il Liber ad honorem Augusti sive de rebus Siculis ("Libro in Onore dell'Imperatore, ovvero sulle vicende di Sicilia": Codex 120 II della Burgerbibliothek di Berna), noto anche come Carmen de motibus Siculis ("Poema sulla rivolta siciliana") è un panegirico in latino, scritto a Palermo da Pietro da Eboli nel 1196, e dedicato a Enrico VI di Svevia.

## Contenuti
Nell'opera si celebra la sua discesa in Italia e la sua guerra vittoriosa contro Tancredi, conte di Lecce, conclusa nel  1194 con la conquista della Sicilia, e termina il 28 settembre 1197, data della morte dello svevo. Secondo Houben, fu composta nella primavera del 1195, ma, secondo Delle Donne più probabilmente fu continuato sino all'autunno del 1197 ed è possibile che non sia stata portata a termine a causa della morte del dedicatario, Enrico VI. È formata da 837 coppie di distici (anche se i versi 1462-1469 sono otto esametri in coppia le cui lettere formano l'acrostico "HENRICUS"), e da tre libri divisi in 51 particulae, dove, nei primi due, il poeta narra le spedizioni dei Enrico IV contro i Normanni, nel terzo abbiamo l'esaltazione della personalità dell'imperatore e del suo governo della reggia di Palermo.
Il fortissimo dileggio antinormanno ci consegna quasi ridicolizzata l'immagine di Tancredi, mentre viene esaltata al massimo grado quell'idea di Impero che in più occasioni ha fatto pensare che Pietro da Eboli sia un precursore dell'ideologia di Dante.
Il pregiato codice miniato (Burgerbibliothek di Berna, ms. 120 II) pubblicato per la prima volta nel 1746 da Samuel Engel, con le miniature e le correzioni forse autografe, denota una cura particolare, probabilmente in vista di un dono da fare all'imperatore, che non si sa se sia mai stato effettivamente effettuato.